# Bodenrod
Bodenrod ist ein Stadtteil von Butzbach im Wetteraukreis in Hessen.

## Geographische Lage
Bodenrod liegt in einer Rodungsinsel im waldreichen östlichen Hintertaunus im Naturpark Taunus, rund acht Kilometer südwestlich der Butzbacher Kernstadt. Zugleich befindet es sich etwa 33 km (Luftlinie) nordnordwestlich von Frankfurt am Main und somit am Rande des Rhein-Main-Gebietes.
Die Ortschaft liegt im Talschluss des Eichelbachs, einem linken südlichen Zufluss des Solmsbachs etwas nördlich eines etwa 445 m ü. NN hohen Übergangs in das Talsystem der Usa und damit an der Wasserscheide zwischen Lahn und Main, zwei Nebenflüssen des Rheins. Der Ort hat einer naturräumlichen Untereinheit des Hintertaunus, den Bodenroder Kuppen, den Namen verliehen. Die höchsten Erhebungen in der Nähe sind der Hesselberg (ca. 518 m) im Ostsüdosten, der Gickel (505,1 m) im Osten und der Donnerskopf (485,2 m) im Südwesten. Bodenrod ist das höchstgelegene Dorf im Wetteraukreis und liegt auf 400 bis 430 m Höhe. Die Gemarkungsfläche beträgt 1182 Hektar, davon sind 973 ha bewaldet (Stand: 1961).
Nachbarorte sind Michelbach (südlich), Weiperfelden (nördlich), Maibach (südöstlich) sowie Hasselborn und Grävenwiesbach (beide westlich).

## Geschichte

### Ortsgeschichte
Am 1. Februar 1341 wurde Bodenrod erstmals unter dem Namen Badinrade (Rodung des Bado) urkundlich erwähnt.
Im Zuge der Gebietsreform in Hessen wurde die bis dahin selbständige Gemeinde Bodenrod zugleich mit der Gemeinde Philippseck zum 1. Februar 1972 auf freiwilliger Basis in die Stadt Butzbach eingemeindet. Für Bodenrod wurde, wie für jeden Stadtteil, ein Ortsbezirk mit Ortsbeirat und Ortsvorsteher eingerichtet. Die Grenzen der Ortsbezirke folgen den seitherigen Gemarkungsgrenzen.

### Verwaltungsgeschichte im Überblick
Die folgende Liste zeigt die Staaten und Verwaltungseinheiten, denen Bodenrod angehört(e):
- vor 1806: Heiliges Römisches Reich, Landgrafschaft Hessen-Darmstadt, Oberfürstentum Hessen, Amt Butzbach und Philippseck[8]
- ab 1806: Großherzogtum Hessen,[Anm. 2] Fürstentum Oberhessen, Amt Butzbach und Philippseck
- ab 1815: Großherzogtum Hessen, Provinz Oberhessen, Amt Butzbach und Philippseck[9]
- ab 1821: Großherzogtum Hessen, Provinz Oberhessen, Landratsbezirk Butzbach[Anm. 3]
- ab 1829: Großherzogtum Hessen, Provinz Oberhessen, Verlegung und Umbenennung in Landratsbezirk Friedberg
- ab 1832: Großherzogtum Hessen, Provinz Oberhessen, Kreis Friedberg
- ab 1848: Großherzogtum Hessen, Regierungsbezirk Friedberg
- ab 1852: Großherzogtum Hessen, Provinz Oberhessen, Kreis Friedberg
- ab 1867: Norddeutscher Bund,[Anm. 4] Großherzogtum Hessen, Provinz Oberhessen, Kreis Friedberg
- ab 1871: Deutsches Reich, Großherzogtum Hessen, Provinz Oberhessen, Kreis Friedberg
- ab 1918: Deutsches Reich (Weimarer Republik), Volksstaat Hessen, Provinz Oberhessen, Kreis Friedberg
- ab 1938: Deutsches Reich, Volksstaat Hessen, Landkreis Friedberg[10][Anm. 5]
- ab 1945: Amerikanische Besatzungszone,[Anm. 6] Groß-Hessen, Regierungsbezirk Darmstadt, Landkreis Friedberg
- ab 1946: Amerikanische Besatzungszone, Land Hessen, Regierungsbezirk Darmstadt, Landkreis Friedberg
- ab 1949: Bundesrepublik Deutschland, Land Hessen, Regierungsbezirk Darmstadt, Landkreis Friedberg
- ab 1972: Bundesrepublik Deutschland, Land Hessen, Regierungsbezirk Darmstadt, Wetteraukreis, Stadt Butzbach[Anm. 7]

## Bevölkerung

### Einwohnerentwicklung
| Bodenrod: Einwohnerzahlen von 1834 bis 2022 | Bodenrod: Einwohnerzahlen von 1834 bis 2022 | Bodenrod: Einwohnerzahlen von 1834 bis 2022 | Bodenrod: Einwohnerzahlen von 1834 bis 2022 | Bodenrod: Einwohnerzahlen von 1834 bis 2022 |
| --- | ------------------------------------------- | ------------------------------------------- | ------------------------------------------- | ------------------------------------------- |
| Jahr |                                             |                                             |                                             | Einwohner                                   |
| 1834 | 1834                                        |                                             | 197                                         | 197                                         |
| 1840 | 1840                                        |                                             | 211                                         | 211                                         |
| 1846 | 1846                                        |                                             | 224                                         | 224                                         |
| 1852 | 1852                                        |                                             | 212                                         | 212                                         |
| 1858 | 1858                                        |                                             | 200                                         | 200                                         |
| 1864 | 1864                                        |                                             | 154                                         | 154                                         |
| 1871 | 1871                                        |                                             | 155                                         | 155                                         |
| 1875 | 1875                                        |                                             | 147                                         | 147                                         |
| 1885 | 1885                                        |                                             | 128                                         | 128                                         |
| 1895 | 1895                                        |                                             | 123                                         | 123                                         |
| 1905 | 1905                                        |                                             | 131                                         | 131                                         |
| 1910 | 1910                                        |                                             | 132                                         | 132                                         |
| 1925 | 1925                                        |                                             | 146                                         | 146                                         |
| 1939 | 1939                                        |                                             | 144                                         | 144                                         |
| 1946 | 1946                                        |                                             | 202                                         | 202                                         |
| 1950 | 1950                                        |                                             | 184                                         | 184                                         |
| 1956 | 1956                                        |                                             | 157                                         | 157                                         |
| 1961 | 1961                                        |                                             | 174                                         | 174                                         |
| 1967 | 1967                                        |                                             | 218                                         | 218                                         |
| 1970 | 1970                                        |                                             | 168                                         | 168                                         |
| 1980 | 1980                                        |                                             | ?                                           | ?                                           |
| 1990 | 1990                                        |                                             | ?                                           | ?                                           |
| 2008 | 2008                                        |                                             | 369                                         | 369                                         |
| 2010 | 2010                                        |                                             | 360                                         | 360                                         |
| 2015 | 2015                                        |                                             | 313                                         | 313                                         |
| 2022 | 2022                                        |                                             | 289                                         | 289                                         |
| Datenquelle: Historisches Gemeindeverzeichnis für Hessen: Die Bevölkerung der Gemeinden 1834 bis 1967. Wiesbaden: Hessisches Statistisches Landesamt, 1968. Weitere Quellen: LAGIS; 2008–2015; 2022 |                                             |                                             |                                             |                                             |

### Religionen
Bodenrod gehört mit den Orten Fauerbach vor der Höhe, Münster, Wiesental und Maibach zum evangelischen Kirchspiel Münster.
 Quelle: Historisches Ortslexikon
- 1961: 166 evangelische (= 95,40 %), 8 katholische (= 4,60 %) Einwohner

## Politik

### Ortsbeirat
Ortsvorsteherin ist die parteilose Susanne Zorn.

## Kultur und Sehenswürdigkeiten

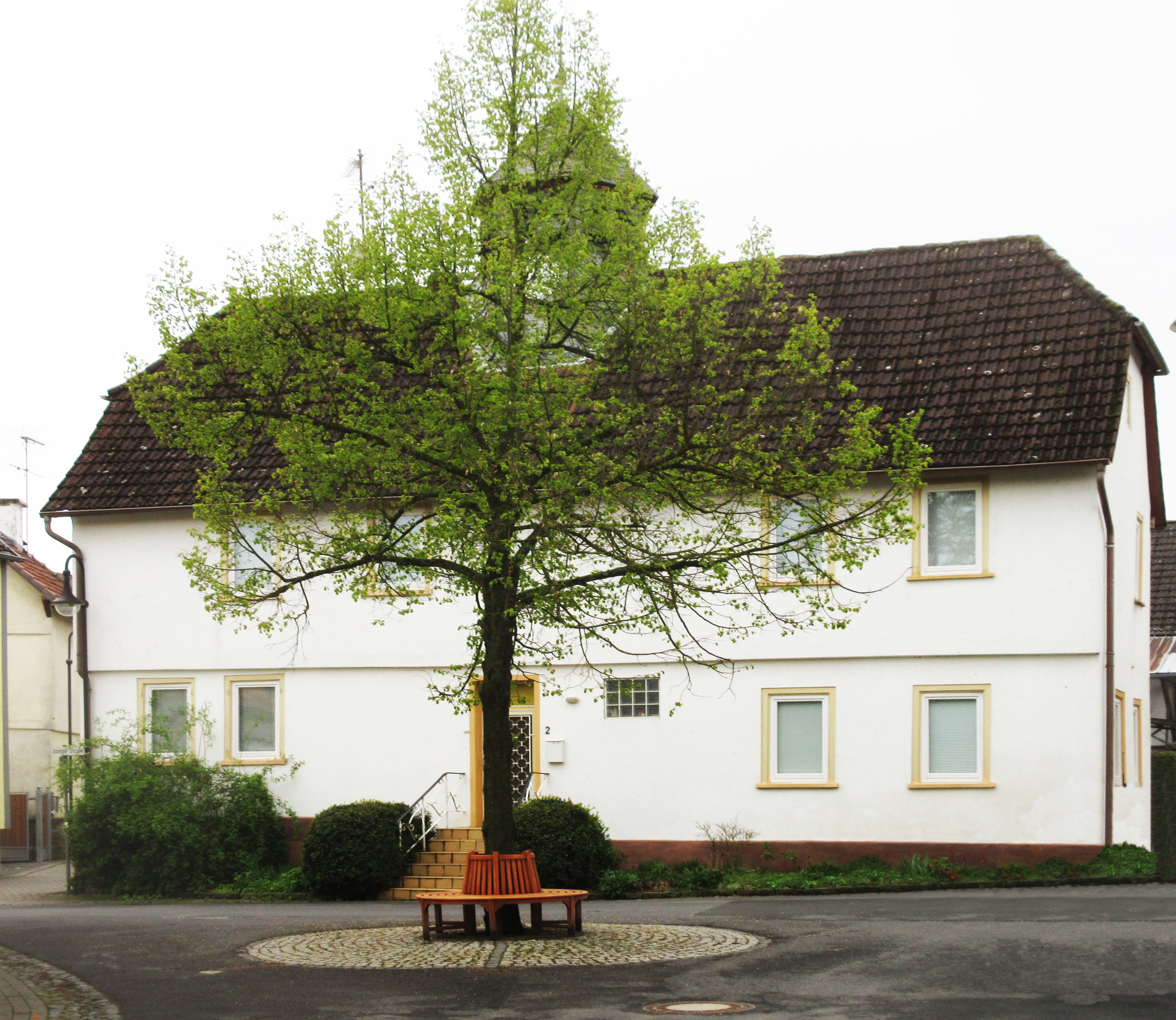
Altes Schulhaus in Bodenrod

- Ruine der Wallfahrtskirche Mariazell[13]
- Schulhaus mit Betsaal
- Am Jungborn 7
- Ehem. Forsthaus – Usinger Straße 9
- In der Ecke o. Nr. – Bestandteil der Gesamtanlage Bodenrod
- Am Spritzenhaus 7
- Gesamtanlage Bodenrod
- Kalkofen: 1750 legt der Bodenroder Bauer Johannes Hofmann der VII. Kalksteinbrüche an, um die geringen Einnahmen der Bodenroder Bauern aufzubessern.
- Dorfgemeinschaftshaus: Neben der Eingangstür befindet sich die Gedenktafel Adolf Reichweins. Der Pädagoge und Widerstandskämpfer macht Bodenrod zu seiner ersten pädagogischen Wirkungsstätte.
- Warnamt: Nach dem Ende des Kalten Krieges wurde das Warnamt stillgelegt. Seit 1997 nutzen die Pfadfinder des Verbandes Christlicher Pfadfinderinnen und Pfadfinder das Gelände als Pfadfinderzentrum Donnerskopf.[14]

## Öffentlicher Personennahverkehr
Bodenrod gehört zum Rhein-Main-Verkehrsverbund. Durch Bodenrod führen die Buslinien FB-54 und FB-55, die das Dorf mit dem Bahnhof Butzbach verbinden. Die Buslinien werden von der ESE Verkehrsgesellschaft mbH betrieben, die zum Fahrplanjahr 2024 die HLB Hessenbus ablöste.

## Persönlichkeiten
- Adolf Reichwein (1898–1944), Pädagoge, Politiker[16]